# 光場相機

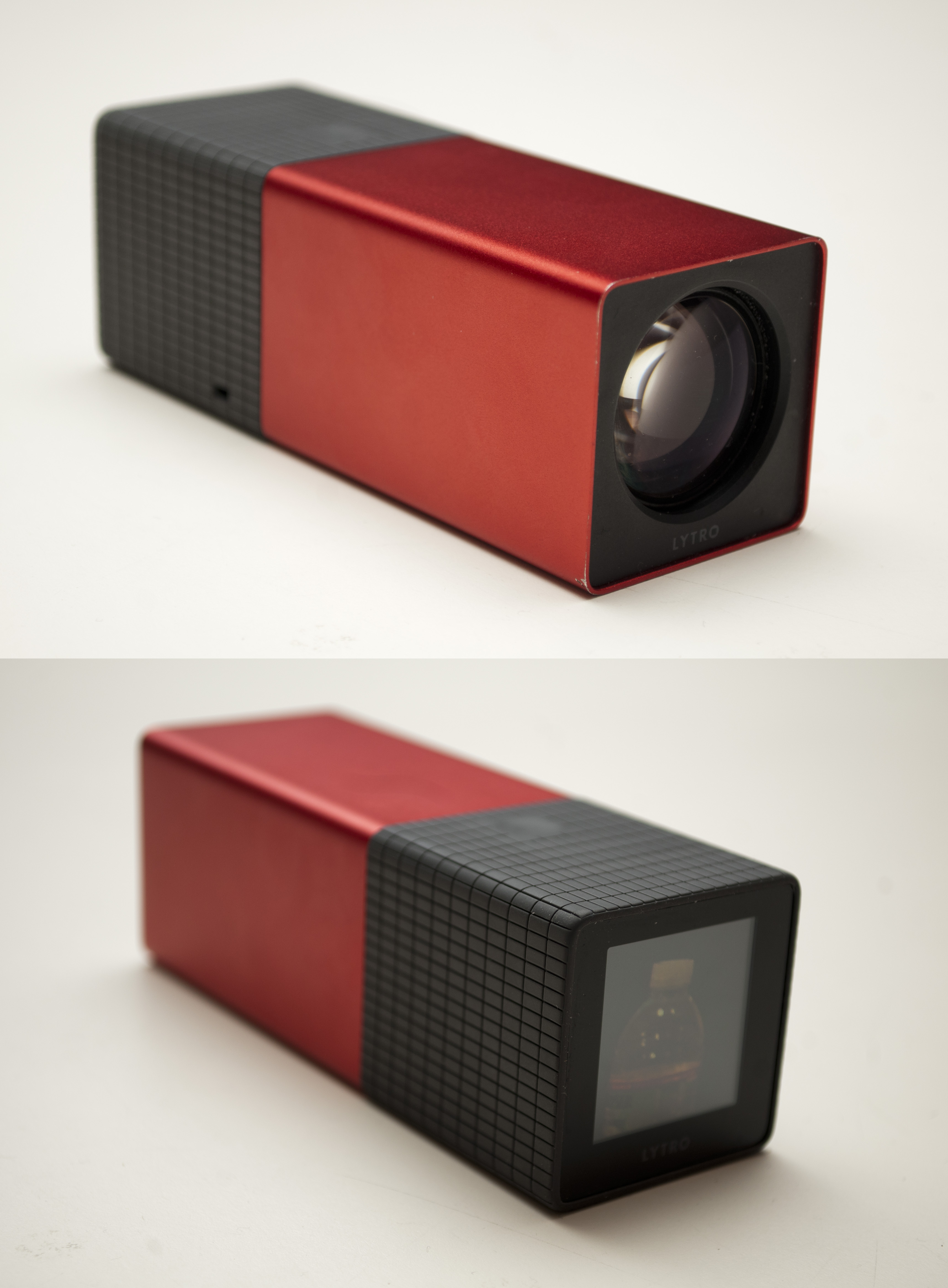
Lytro製造的世界首款商業化光場相機，可見前方鏡頭和後方LCD觸控螢幕。

光場相機是一種捕捉景物所形成光場資訊的相機，除了記錄不同位置下光的強度及顏色外，也記錄不同位置下光線的方向，而一般的相機只能記錄不同位置下光的強度。
有一種光場相機是在傳統的图像传感器前加上了微透镜阵列，來偵測光的強度、顏色及方向。多相機陣列（Multi-camera arrays）是另外一種光場相機。全像術是一種以薄膜為基礎的光場影像。

## 工作原理
光场相机的核心技术是利用微透镜阵列（microlens array）置于镜头与传感器之间，将进入相机的光线划分成多个方向信息，记录光线的角度和强度。这种设计使得相机能够捕获到光线的四维信息（位置和方向），而不仅仅是二维图像。
拍摄完成后，通过专门的软件处理这些光场数据，可以实现：
- 重新对焦：改变照片的焦点位置，拍摄后即可选择对焦点；
- 景深调整：模拟不同的景深效果；
- 视角微调：产生稍有不同视角的图像，便于三维重建和虚拟现实应用。

## 历史发展
光场成像的理论最早由英国物理学家加布里埃尔·利普曼（Gabriel Lippmann）于1908年提出。20世纪末及21世纪初，随着计算摄影和数字图像处理技术的快速发展，光场相机得以逐渐实现。
2011年，Lytro公司发布了第一款消费级光场相机，标志着光场摄影进入商业市场。随后，2014年Lytro推出性能更强的Lytro Illum，支持RAW格式和更高的图像质量。此外，德国公司Raytrix开发了针对工业和科研用途的光场相机。

## 技术特点

### 微透镜阵列
微透镜阵列是光场相机的关键组件，它将传感器上的每个像素划分到不同的视角，采集光线方向信息。

### 数据采集与处理
光场相机采集的数据远大于传统相机，需要复杂的算法进行解码与渲染，才能获得最终的可用图像。

### 图像分辨率
由于每个像素分配给了多个方向信息，光场相机的空间分辨率往往低于传统相机的传感器分辨率。

### 计算摄影
光场相机的出现催生了计算摄影的新兴领域，将摄影硬件与强大的软件算法结合，实现超越传统相机的功能。

## 优势
- 后期对焦自由，提升拍摄灵活性；
- 可生成多视角图像，便于三维重建和虚拟现实应用；
- 能捕获丰富的光学信息，如光线方向和强度，增强图像表现力；
- 可调整景深，实现更多艺术表现。

## 特点
- 可在拍后重新对焦、改变景深与生成多视角图像；
- 对深度估计、三维重建高度适用；
- 达到虚拟现实领域二体交互的拍摄基础。

## 缺点与限制
- 相较传统相机，图像分辨率较低；
- 数据量大，对计算和存储资源需求高；
- 设备复杂且成本较高，目前消费级市场较小；
- 光场技术仍处于发展阶段，普及度有限。

## 主要产品实例
- Lytro 第一代光场相机：2011年推出，首款面向消费者的光场相机，支持拍后对焦。[1]
- Lytro Illum：2014年发布，提升传感器规格，支持RAW格式，面向专业摄影师。[2]
- Raytrix 光场相机：德国研发，主要服务科研和工业检测领域。

## 应用领域
光场相机不仅限于普通摄影，也广泛应用于：
- 计算摄影研究；
- 影视后期制作，灵活调整焦点和景深；
- 虚拟现实（VR）与增强现实（AR）；
- 三维场景重建与计算机视觉；
- 工业检测与测量。

## 前沿研究与未来趋势
- 超分辨率与去模糊：深学习等算法提升空间分辨率和成像质量。
- 金属透镜阵列：2022年推出钛氧化物metalens方案，实现3 cm~1.7 km范围聚焦。
- 光场显示与实时视频：如Looking Glass、Project Starline等实现裸眼3D与实时光场通信。
- 融合AI与集成硬件：AI算法增强光场数据处理，液体镜头与传感器或将集成到手机与摄像头中。

## 相关概念
- 微透镜阵列
- 计算摄影
- 光场渲染
- 三维重建
- 虚拟现实

## 外部連結
- Article by Ren Ng of Stanford（页面存档备份，存于） (now at Lytro)
- Lytro site（页面存档备份，存于） (previously Refocus Imaging), a Stanford spinoff.
- Raytrix GmbH  Raytrix English website.
- Say Sayonara to Blurry Pics（页面存档备份，存于）. Wired.
- Fourier slice photography（页面存档备份，存于）
- Rebellion Photonics
- Light Field Microscopy video（页面存档备份，存于） by Stanford Computer Graphics Laboratory.